# ラッセル・トッド
ラッセル・トッド（Russell Todd, 本名: Russell Todd Goldberg, 1961年3月14日 - ）はアメリカ合衆国の俳優。
映画『血ぬられた花嫁』（1980年）の端役で映画デビューを果たした。1990年代には『アナザー・ワールド』、『ボールド・アンド・ザ・ビューティフル』、『ヤング・アンド・ザ・レストレス』といったソープオペラに出演していたが、1997年をもって俳優業を退いた。現在はステディカムや、またいわゆるAカメ、Bカメなどの撮影技師らを束ねるエージェンシーを経営している。

## 主な出演
- 血塗られた花嫁 - He Knows You're Alone （1980年）
- 13日の金曜日 PART2 - Friday the 13th Part II （1981年）
- ボーイハント - Where the Boys Are '84 （1984年）
- キルボット - Chopping Mall （1986年）
- 追撃スノーチェイサー - High Mountain Rangers （1988年、テレビドラマ）